# Mieczysław Słaby

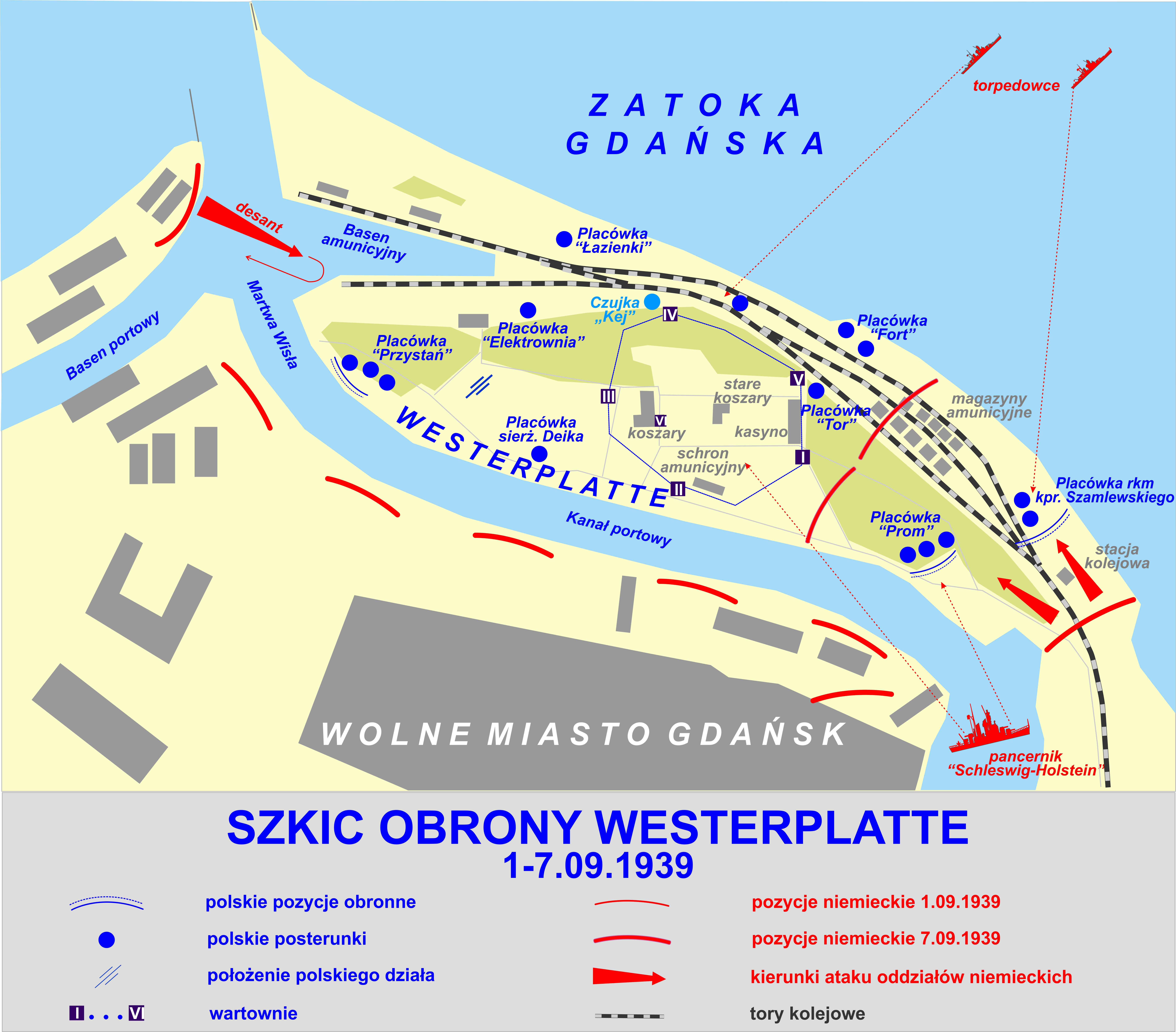

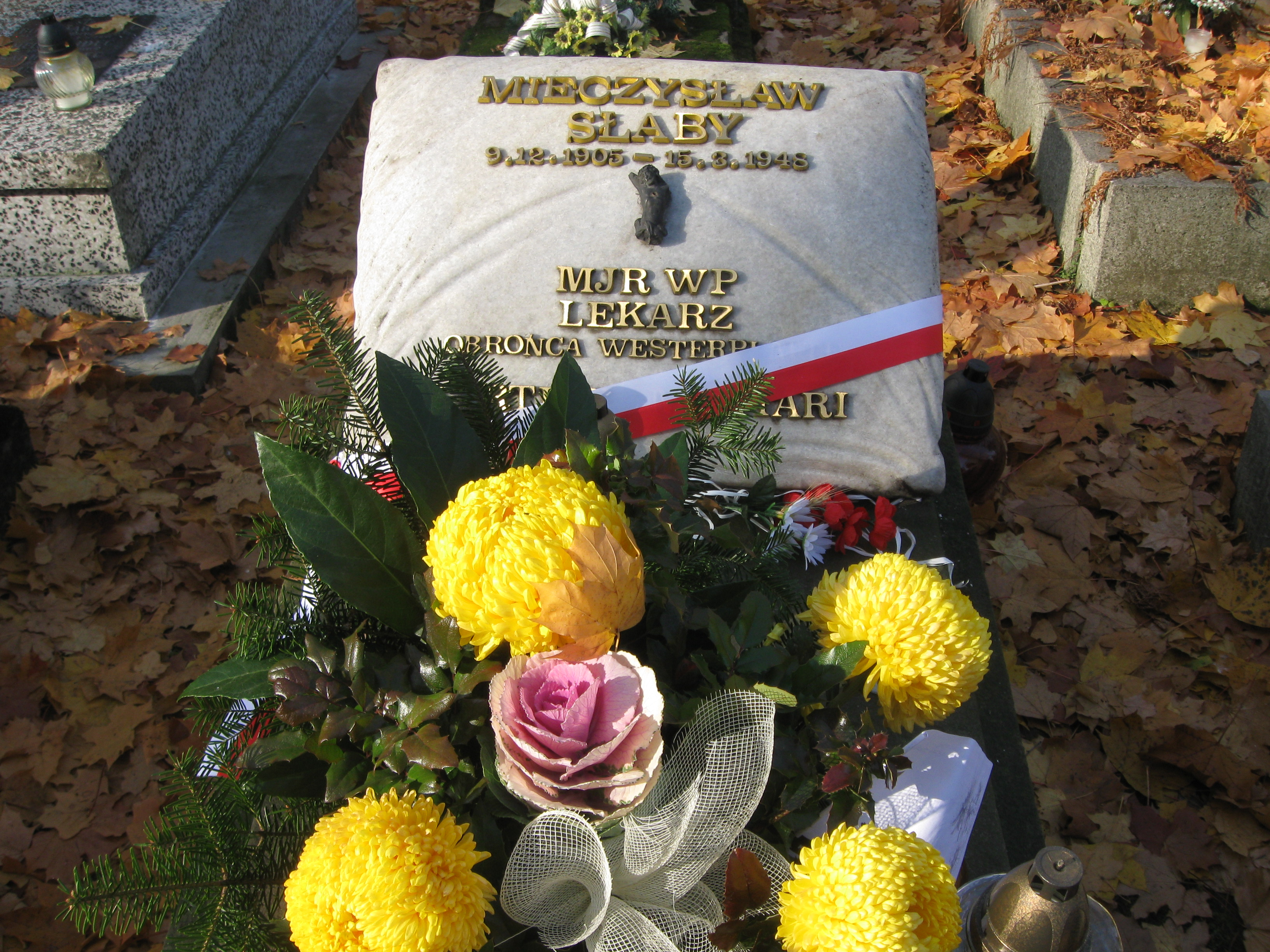
Grób majora Słabego

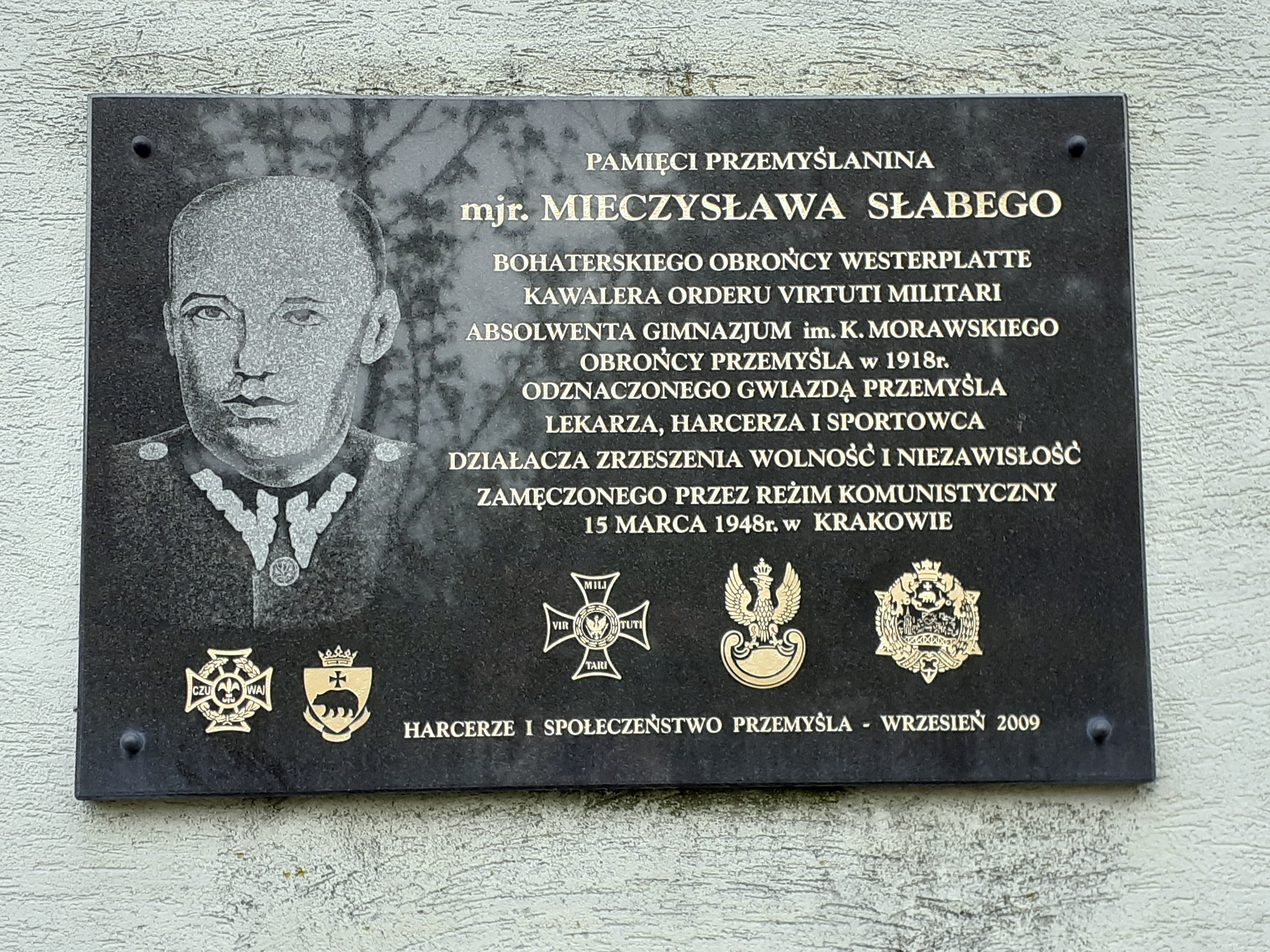
Tablica upamiętniająca na przemyskim II LO

Mieczysław Mikołaj Słaby (ur. 9 grudnia 1905 w Przemyślu, zm. 15 marca 1948) – kapitan lekarz Wojska Polskiego II RP i major ludowego Wojska Polskiego, obrońca Westerplatte, ofiara represji UB. Odznaczony Orderem Virtuti Militari.

## Życiorys
Był synem Józefa, pracownika kolejowego, i Agnieszki z domu Rebizant. Jeden z jego braci, Franciszek, był zawodowym podoficerem Wojska Polskiego. Po ukończeniu szkoły podstawowej Mieczysław uczęszczał do Gimnazjum im. Kazimierza Morawskiego. W latach szkolnych związany był ze sportem i harcerstwem. Od 30 marca 1918, tj. od chwili założenia w Przemyślu Harcerskiego Klubu Sportowego „Czuwaj”, aż do śmierci w 1948 był jego aktywnym członkiem. Przez wiele lat grał wraz z bratem Franciszkiem w drużynie piłkarskiej, z którą w 1924 zdobył mistrzostwo ZHP. W latach 1920–1921 wchodził w skład zarządu klubu, a po ukończeniu w 1933 Wydziału Lekarskiego Uniwersytetu Jana Kazimierza we Lwowie został jego społecznym lekarzem.
W 1935 został powołany do wojska, w którym podjął służbę zawodową na stanowisku lekarza, awansując z czasem na stopień kapitana. Służył w 38 Pułku Piechoty Strzelców Lwowskich w Przemyślu. W lipcu 1935 został przeniesiony do 5 Pułku Strzelców Konnych w Dębicy na stanowisko lekarza. Na stopień kapitana awansował ze starszeństwem z 19 marca 1939 w korpusie oficerów zdrowia, grupa lekarzy i 42. lokatą. W tym czasie był naczelnym lekarzem medycyny 5 psk. 4 sierpnia 1939 objął obowiązki w Wojskowej Składnicy Tranzytowej na Westerplatte. Wyposażenie medyczne, które w niej zastał, było szczątkowe. Ponadto zamówiony sprzęt medyczny (m.in. stół operacyjny) został zarekwirowany przez władze celne Wolnego Miasta Gdańsk Gdańska tuż przed agresją Niemiec na Polskę. Mimo to założył prowizoryczną izbę szpitalną i zorganizował służbę sanitarną. W czasie obrony WST udzielał skutecznej pomocy rannym nawet po zniszczeniu wskutek bombardowania gabinetu zabiegowego i utracie środków medycznych. Po kapitulacji Westerplatte został wraz z innymi oficerami umieszczony w Hotelu Centralnym w Gdańsku, skąd – zamiast do oflagu – przewieziono go do obozu jenieckiego, przeznaczonego dla podoficerów i szeregowców – Stalagu I A pod Królewcem. W obozie udzielał pomocy medycznej jeńcom oraz cywilom wywiezionym na roboty przymusowe. Po pewnym czasie z powodu choroby wrzodowej żołądka został umieszczony w szpitalu więziennym w Królewcu, gdzie przebywał do końca wojny.
W 1945 powrócił do Przemyśla. Jako zawodowy oficer został natychmiast zmobilizowany z przydziałem do Wojsk Ochrony Pogranicza. Rok później otrzymał awans na stopień majora. Będąc w wojsku przyjmował cywilnych pacjentów w ubezpieczalni społecznej, był także lekarzem w Szkole Handlowej oraz w miarę wolnego czasu pomagał zespołowi lekarskiemu w szpitalu miejskim. 1 listopada 1947 został aresztowany przez UB pod zarzutem naruszenia tajemnicy wojskowej – prawdopodobnie został pomówiony i oskarżony o przynależność do organizacji Wolność i Niezawisłość. Przez niemal miesiąc był przetrzymywany w Przemyślu, a następnie potajemnie wywieziony do Krakowa i osadzony w więzieniu na Montelupich. Poddany brutalnemu śledztwu i pozbawiony – mimo zaawansowanej choroby wrzodowej – opieki medycznej, po kilkutygodniowym pobycie w areszcie zmarł 15 marca 1948. Został pochowany bez wiedzy i udziału rodziny na krakowskim Cmentarzu Wojskowym przy ul. Prandoty (kwatera 6 wojskowa-6-4).

## Rehabilitacja i odznaczenia
Po 42 latach od śmierci, w wyniku postępowania rehabilitacyjnego prowadzonego przez Naczelną Prokuraturę Wojskową, major Mieczysław Słaby został oczyszczony ze stawianych mu zarzutów. Pośmiertnie został odznaczony Krzyżem Srebrnym Orderu Virtuti Militari (8 grudnia 1989) oraz Medalem „Za udział w wojnie obronnej 1939”.

## Upamiętnienie
- W 1989 – na wniosek środowiska westerplatczyków – imię Mieczysława Słabego nadano Zespołowi Szkół Medycznych w Gdańsku.
- 18 maja 1991 na stadionie przemyskiego Czuwaju odbyła się uroczystość odsłonięcia tablicy pamiątkowej poświęconej majorowi Słabemu oraz nadania stadionowi jego imienia. Tablica, sztandar klubu i stadion poświęcił biskup Stefan Moskwa[7]. W ceremonii uczestniczyły siostra majora Waleria oraz jego bratanica. W 2009 na ścianie macierzystego II Liceum Ogólnokształcącego im. Kazimierza Morawskiego w Przemyślu odsłonięto tablicę upamiętniającą Mieczysława Słabego.
- Imię majora Mieczysława Słabego noszą również: Szkoła Podstawowa nr 7 w Gdańsku[8] oraz ulice w Przemyślu[9], Gdańsku[10], Krakowie i Rawiczu[11].

## Film
W wyreżyserowanym przez Stanisława Różewicza filmie fabularnym Westerplatte z 1967 postać kpt. Mieczysława Słabego zagrał Bogusz Bilewski, a w filmie Tajemnica Westerplatte z 2013 – Piotr Adamczyk.